# Liste des gouverneurs de l'oblast de Novossibirsk
Le gouverneur de l'oblast de Novossibirsk est le chef du pouvoir exécutif du sujet de l'oblast de Novossibirsk en Russie. Il est élu au suffrage universel direct à deux tours.

## Gouverneurs de l'oblast

### Depuis 1991
| No                                  | Portrait          | Nom                                    | Appartenance politique | Début de mandat       | Fin de mandat     | Élections      |
| ----------------------------------- | ----------------- | -------------------------------------- | ---------------------- | --------------------- | ----------------- | -------------- |
| 1                                   |                   | Vitali Moukha (en) (1936—2005)         | Indépendant            | 26 novembre 1991 1991 | 5 octobre 1993    | 1993           |
| 2                                   |                   | Ivan Indinok (en) (né en 1938)         | Russie unie            | 5 octobre 1993        | 29 décembre 1995  | 1993 1995      |
| 3                                   |                   | Vitali Moukha (en) (1936—2005)         | Indépendant            | 29 décembre 1995 1991 | 14 janvier 2000   | 1995 1999      |
| 4                                   |                   | Viktor Tolokonski (en) (née en 1953)   | Russie unie            | 14 janvier 2000       | 9 septembre 2010  | 1999 2003 2007 |
| -                                   |                   | Vassili Yourtchenko (en) (née en 1960) | Russie unie            | 9 septembre 2010      | 22 septembre 2010 | 2010           |
| 5                                   | 22 septembre 2010 | Vassili Yourtchenko (en) (née en 1960) | Russie unie            | 17 mars 2014          |                   | 2010           |
| -                                   |                   | Vladimir Gorodetski (en) (née en 1948) | Russie unie            | 18 mars 2014          | 24 septembre 2014 | 2014           |
| 6                                   | 24 septembre 2014 | Vladimir Gorodetski (en) (née en 1948) | Russie unie            | 6 octobre 2017        |                   | 2014           |
| -                                   |                   | Andreï Travnikov (né en 1971)          | Russie unie            | 6 octobre 2017        | 14 septembre 2018 | 2018           |
| 7                                   | 14 septembre 2018 | Andreï Travnikov (né en 1971)          | Russie unie            | En cours              |                   | 2018           |
| *élections par la Douma de l'oblast |                   |                                        |                        |                       |                   |                |